# Meneer de Burgemeester (televisiereeks)
Meneer de Burgemeester is Vlaamse televisiereeks uit 2012. Het is een achtdelige documentairereeks, die wordt uitgezonden op Canvas. De afleveringen liepen van 30 oktober tot 18 december 2012, telkens op dinsdag.
Aan de hand van getuigenissen van vijftien (oud)burgemeesters wordt de evolutie - 50 jaar - van de Vlaamse gemeentepolitiek verteld aan de kijker. De reeks werd gemaakt door het productiehuis de Raconteurs, dat eerder Drie generaties maakte. De reeks is gebaseerd op de eerdere en gelijkaardige Canvasreeksen Meneer Doktoor en Nonkel Pater, die door Woestijnvis waren gemaakt. Aansluitend werd een gelijknamig boek uitgebracht bij uitgeverij Manteau. De serie ging van start enkele weken na de gemeenteraadsverkiezingen van 2012.

## Burgemeesters
Vijftien burgemeesters worden gevolgd:
- Hugo Casaer (Beersel, 1986-2012)
- Bob Cools (Antwerpen, 1983-1994)
- Firmin Debusseré (Ledegem, 1977-1988)
- Norbert De Cuyper (Torhout, 1991-2016)
- Godelieve Eeckelaers (Londerzeel, 1986-1995)
- Marcel Hendrickx (Turnhout, 1995-2008)
- Hugo Marsoul (Diest, 1989-2000)
- Gaston Onkelinx (Seraing, 1988-1994)
- Stefaan Platteau (Dilbeek, 1995-2012)
- Redgy Tulpin (Gistel, 1989-1994)
- Jan van den Kerkhof (Edegem, 1968-1988)
- Charles Vanheuverzwijn (Nederbrakel, 1964-1976)
- Hilaire Verhegge (Zedelgem, 1995-2012)
- Willy Verledens (Izegem, 1989-2006)
- Francis Vermeiren (Zaventem, 1983-2016)

## Afleveringen
| Aflevering | Datum            | Onderwerp                                                                   | Kijkcijfers |
| ---------- | ---------------- | --------------------------------------------------------------------------- | ----------- |
| 1          | 30 oktober 2012  | De burgemeesters en hun ambitie om aan politiek te doen                     | 283.521     |
| 2          | 6 november 2012  | De burgemeesters en hun aanstelling                                         |             |
| 3          | 13 november 2012 | De relatie met kerk en jeugdbeweging                                        | 256.493     |
| 4          | 20 november 2012 | De intercommunales en huwelijk                                              |             |
| 5          | 27 november 2012 | Sociaal dienstbetoon                                                        |             |
| 6          | 4 december 2012  | De komst van vreemdelingen en asielzoekers                                  |             |
| 7          | 11 december 2012 | Afscheid van de macht                                                       |             |
| 8          | 18 december 2012 | In deze compilatieaflevering komen alle 15 burgemeesters uit de serie samen |             |

## Boek
- Meneer de Burgemeester - Paperback - Peter Vandekerckhove - WPG Uitgevers België - ISBN 9789022327982; 400 pag.